# بوشتیهراد
بوشتیهراد (به چکی: Buštěhrad) یک منطقهٔ مسکونی در جمهوری چک است که در شهرستان کلادنو واقع شده‌است. بوشتیهراد ۳٬۰۵۲ نفر جمعیت دارد.

## خواهرخوانده
شهر لدرو خواهرخواندهٔ بوشتیهراد هست.